# Maurice Barman
Maurice Barman (* 7. August 1808 in Saint-Maurice; † 4. August 1878 in Saillon) war ein Schweizer Politiker. Von 1848 bis 1857 er dem Nationalrat an. Von 1840 bis 1843, von 1848 bis 1850 sowie von 1852 bis 1857 war er Staatsrat des Kantons Wallis. 
Zwei seiner Brüder prägten ebenfalls das Wallis: Louis Barman als Nationalrat, Joseph-Hyacinthe Barman als hoher Militäroffizier.

## Biografie
Louis-Maurice Barman, der Sohn eines Notars und Oberrichters absolvierte das Kollegium in Saint-Maurice und die Rechtsschule im Kantonshauptort Sitten. Anschliessend führte er einen grossen Landwirtschaftsbetrieb in der Gemeinde Saillon. Von 1835 bis 1877 amtierte er dort als Gemeindepräsident. Das Wallis war während der Ära der Regeneration von heftigen Auseinandersetzungen zwischen Radikalliberalen und Katholisch-Konservativen geprägt. Barman vertrat von 1831 bis 1839 im Landrat das politisch stark benachteiligte Unterwallis.
Nach Inkrafttreten einer neuen liberalen Kantonsverfassung war das bisher dominierende Oberwallis nicht bereit, auf althergebrachte Herrschaftsrechte zu verzichten, und es bildete sich 1840 eine reaktionäre Gegenregierung mit Sitz in Siders. Mit Billigung der Tagsatzung führte Barman daraufhin die Unterwalliser Truppen an, setzte die Sezessionisten ab und erzwang die Einführung einer neuen Verfassung. Als Staatsrat suchte er ab 1840 einen Ausgleich zwischen den unversöhnlichen Positionen des Oberwallis und der Jungen Schweiz, einer von Giuseppe Mazzini inspirierten radikalen Bewegung. Im Streit um die Immunität kirchlicher Institutionen legte er sein Regierungsamt nieder und übernahm den Vorsitz des Comitée de Martigny, einer politischen Erneuerungsbewegung, die im Wallis demokratische Grundsätze durchsetzen wollte.
Freischärler der Jungen Schweiz erlitten am 21. Mai 1844 im Gefecht am Trient bei Vernayaz eine schwere Niederlage, woraufhin die Konservativen die Macht an sich rissen. Führende radikalliberale Exponenten mussten daraufhin ins Exil fliehen und harrten überwiegend im benachbarten Kanton Waadt aus. Barman selbst liess sich vorübergehend in Bex nieder. Nach der Kapitulation des Wallis im Sonderbundskrieg kehrten die Radikalen Ende November 1847 in einem eigentlichen Triumphmarsch ihre Heimat zurück. Barman setzte sich an die Spitze der provisorischen Regierung und hatte in der Folge einen grossen Einfluss auf die Gesetzgebung. Von 1848 bis 1850 sowie ab 1852 gehörte er erneut dem Staatsrat an und führte das Departement für öffentliche Bauten. Zudem befasste er sich mit Fragen der Landwirtschaft und der Bildung und stiess Infrastrukturprojekte an, die erst von seinen Nachfolgern umgesetzt wurden.
Barman kandidierte im Oktober 1848 bei den ersten nationalen Parlamentswahlen und wurde im Wahlkreis Unterwallis gewählt. Zweimal in Folge gelang ihm die Wiederwahl. Parallel dazu war er von 1850 bis 1853 als Präfekt des Bezirks Martigny tätig. Den Katholisch-Konservativen gelang es, allmählich wieder an Einfluss zu gewinnen, nun auf demokratischem Wege. 1857 wurde Barman sowohl als Nationalrat als auch als Staatsrat abgewählt. Er beschränkte sich daraufhin auf sein Amt als Gemeindepräsident von Saillon.